# Adam August
Adam August (født 5. marts 1983 i København) er en dansk manuskriptforfatter. 
Han er søn af filminstruktør Bille August.

## Karriere
- Uddannet fra Den Danske Filmskole og John Trubys Writing Studio i Los Angeles. 
- Underverden, manuskriptforfatter, Bodilprisen for bedste manuskript. samt 14 Robertnomineringer. 
- Bedrag, manuskriptforfatter, 5 afsnit på 3. sæson. Bedrag III vandt 3 Roberter, DR.
- Valhalla, manuskriptforfatter
- Ulven Kommer, manuskriptforfatter 3 afsnit, DR. 
- LOVER, 8 afsnit, instruktør og manuskriptforfatter, DR. 